# لوک راجرز
لوک راجرز (انگلیسی: Luke Rodgers؛ زادهٔ ۱ ژانویهٔ ۱۹۸۲) بازیکن فوتبال اهل بریتانیا است.
از باشگاه‌هایی که در آن بازی کرده است می‌توان به باشگاه فوتبال فارست گرین راورز، باشگاه فوتبال لیلستروم، باشگاه فوتبال نوتس کانتی، تیم سی فوتبال ملی انگلیس، باشگاه فوتبال پورتسموث، باشگاه فوتبال شروزبری تاون، باشگاه فوتبال کرو آلکساندرا، باشگاه فوتبال یئوویل تاون، باشگاه فوتبال هامارابی، باشگاه فوتبال نیویورک رد بولز، و باشگاه فوتبال پورت ویل اشاره کرد.
وی همچنین در تیم ملی فوتبال تیم سی فوتبال ملی انگلیس بازی کرده است.